# Karl Hans Sailer
Karl Hans Sailer (* 15. Oktober 1900 in Wien; † 22. Oktober 1957 ebenda) war ein österreichischer Journalist und Funktionär der Sozialdemokratischen Arbeiterpartei (SDAP) und der Revolutionären Sozialisten.

## Leben
Der Sohn eines Gastwirts war 1926 Schüler des ersten Jahrgangs der Arbeiterhochschule in Wien und arbeitete anschließend als Redakteur des Kleinen Blattes, einer volkstümlichen sozialdemokratischen Tageszeitung, in Wien tätig. 1930 wechselte er zur Arbeiter-Zeitung. Nach dem Verbot der Partei durch die Diktaturregierung Engelbert Dollfuß’ am 12. Februar 1934 schloss er sich den (illegalen) Revolutionären Sozialisten an. Nach der Verhaftung des Vorsitzenden der Revolutionären Sozialisten, Manfred Ackermann, übernahm er noch 1934 selbst den Vorsitz. Er wurde gemeinsam mit jenen Funktionären, die zur Jahreswende 1934/35 an der Reichskonferenz der Revolutionären Sozialisten in Brünn teilgenommen hatten, verhaftet und 1936 im Sozialistenprozess zu einer Haftstrafe verurteilt.
1938 floh er ins Ausland, wo er Gründungsmitglied der Auslandsvertretung der österreichischen Sozialisten (AVOES) wurde. 1940 emigrierte er von Lissabon aus in die USA (Details bei seiner Ehefrau Erna Sailer), wo er ab 1942 gemeinsam mit Otto Leichter das Organ des Austrian Labor Committee (ALC), Austrian Labor Information, herausgab. 1946 kam das Ehepaar Sailer nach Österreich zurück. Er war dann bis zu seinem Tod in der Redaktion der Arbeiter-Zeitung tätig, wo er stellvertretender Chefredakteur wurde.
Nach mehrjährigem Leiden, seit Wochen ans Spitalbett gefesselt, verstarb Karl Hans Sailer in den späten Stunden des 22. Oktober 1957. Er wurde am 26. Oktober des Jahres im Beisein von Wiens Bürgermeister Franz Jonas auf dem Hietzinger Friedhof (13. Bezirk) in einem ehrenhalber gewidmeten Grab bestattet (Gruppe 42, Nr. 6). Er war mit der Juristin Erna Zaloscer verheiratet, die ihn um mehr als 46 Jahre überlebte. Sein 1937 geborener Sohn John (Hans) Sailer gründete in Wien eine Kunstgalerie.

## Schriften
- Geheimer Briefwechsel Mussolini – Dollfuß. (Anhang: Aus den Memoiren Starhembergs).  Erläuternder Text von Karl Hans Sailer. 2. unveränderte Auflage. Verlag der Wiener Volksbuchhandlung, Wien 1949.